# ماريانو أوسوريو
ماريانو أوسوريو (بالإسبانية: Mariano Osorio)‏ هو عسكري وسياسي إسباني، ولد في 1777 بإشبيلية في إسبانيا، وتوفي في 1819 بهافانا في كوبا بسبب ملاريا.